# Лозянский
Лозя́нский (укр. Лозянський) — село в Межгорской поселковой общине Хустского района Закарпатской области Украины.
Население по переписи 2001 года составляло 1592 человека. Почтовый индекс — 90034. Телефонный код — 3146. Код КОАТУУ — 2122483201.